# Уолтер, Десмонд Вер
Десмонд Вер Уолтер (англ. Desmond Vere Walter, 10 октября 1914 — 25 октября 1994) — британский государственный и колониальный деятель, и.о. губернатора Каймановых островов (1971).

## Биография
В течение 32 лет входил в состав Законодательной ассамблеи Каймановых островов, входил в состав и был председателем Исполнительного совета.
В 1969 г. был назначен главой казачества, затем эта должность была преобразована в позицию министра финансов.
В ноябре 1971 г. исполнял обязанности губернатора Каймановых островов.
В 1972 г. стал первым главным секретарем Каймановых островов. Определяющее значение уделял развитию оффшорного статуса территории как инструмента ее развития. 
Также активно участвовал в общественной жизни. Был видным ротарианцем Большого Каймана и пожизненным церковным старейшиной методистской Объединенной церкви Ган-Бэй, проводя службы во всех районах. 

## Награды и звания
Национальный герой Каймановых островов.
Командор ордена Британской империи (1975).